# Cork
Cork (irski: Corcaigh od riječi corcach što znači močvara)  je drugi po veličini grad u Republici Irskoj a na Irskom otoku je treći grad po veličini. To je glavni grad i upravno središte okruga Cork i najveći grad u pokrajini Munster.
Uži Cork ima 119.143 stanovnika, dok s prigradskim područjima ima 190.384 Metropolitanski Cork ima oko 274.000 stanovnika, dok područje Velikog Corka ima oko 380.000.
Cork u Irskoj slovi za buntovnički grad, a to potječe još iz vremena engleskog Rata dviju ruža 1491., kad je stao na stranu petendenta na prijestolje Perkina Warbecka. Zbog toga, Cork i njegovu okolicu zovu Buntovnički kraj, a oni za sebe tvrde da su prava prijestolnica Irske i međusobno se zovu - Rebels (buntovnici).
Grad je sagrađen na rijeci Lee koja se račva u dva kanala na zapadnom kraju grada. Centar grada smješten je na otoku koji tvore kanali. Na istočnom kraju središta grada, kanali se spajaju, i odatle dalje Lee teče oko četvrti Lough Mahon u luku Cork, koja je druga po veličini prirodna luka na svijetu (nakon Sydneya u Australiji).
Cork je veliki irski lučki grad uz obale rijeke Lee na istočnom dijelu grada podignuti su brojni dokovi i lučki objekti.

## Povijest
Cork je izvorno bio redovnička naseobina, koju je osnovao sveti Finbarr u 6. stoljeću. Postao je gradom negdje između 915. i 922. godine kad su Vikinzi osnovali trgovačku luku. Cork je poput Dublina, bio važno trgovačko središte prema skandinavskim zemljama.
Grad je u prošlosti bio opasan zidinama, još i danas postoje očuvani dijelovi zidina. 
 Većim dijelom srednjega vijeka, Cork je bio isturena predstraža staroengleske kulture usred uglavnom neprijateljski raspoloženih gelskih sela u okolici, odsječen od engleskih vlastodržaca koji su stolovali u Palu kod Dublina. 
Gelski i škotsko - normanski feudalci iz okolice, naplaćivali su građanima Crni porez, u zamjenu za nenapadanje i mir. Moćne feudalne obitelji jugozapadne Irske tog vremena bile su Fitzgerald, MacCarthy i Barry. Gradom Corkom upravljalo je pak 12-15 bogatih trgovačkih obitelji, koje su se bogatstvo stekli trgujući s kontinentalnom Europom, - osobito izvozivšu vunu, te uvozivši sol, željezo i vino (većim dijelom tajnim kanalima). Od sve te trgovačke elite, samo je obitelj Ronayne bila irsko-galskog porijekla.
Srednjovjekovni Cork imao je oko 2000 stanovnika. Grad je pretrpio težak udarac 1349. godine, kada je gotovo polovica mještana je pomrla od kuge. 1491. godine Cork je uvučen u engleski Rat dviju ruža, tada je Perkin Warbeck pretendent na engleski prijesto, uspio pridobiti dio građana Corka u svojem nastojanju da sruši Henrika VII., kralja Engleske. Među njima je bio i gradonačelnik Corka, oni su s Warbeckom otišli u Englesku, ali nakon gušenja pobune, su svi uhvaćeni i pogubljeni. Zbog tog događaja Cork je zaradio epitet buntovnički grad (hajdučki grad), i to traje do danas.
U jednom zapisu iz 1577. godine govori se o Corku kao četvrtom gradu Irske, koji je, jako isprepadan zlim susjedima, i irskim odmetnicima, tako da njegovi građani ni ne izlaze iz gradskih vrata, i toliko su nepovjerljivi prema svima da se isključivo žene među sobom, tako da je cijeli grad u rodbinskom odnosu.
Gradsku povelju (statut grada) Corku je dao još kralj Ivan bez Zemlje 1185. godine. Funkcija gradonačelnika počela se je primjenjivati u Corku, nakon kraljevske povelje iz 1318. godine, ta titula je 1900. godine, preimenovana u Gospodar gradonačelnik (Lord Mayor) za vrijeme posjete tadašnje britanske kraljice Viktorije gradu Corku.
U Irskom ratu za neovisnost, središte Corka nastradalo je u požarima koje su izazvale paravojne jedinice Black and tans ( protuirske rojalističke snage) za vrijeme žestokih borbi u gradu između irskih gerilaca i britanskih snaga. Tijekom Irskog građanskog rata, Cork su izvjesno vrijeme držale pod svojom kontrolom snage protivnika Anglo-irskog sporazuma, grad su potom zauzele jedinice Irske vojske (pristalice Anglo-irskog sporazuma u napadu s mora.

## Vremenski uvjeti
Cork, kao i cijela Irska, ima blagu klimu. Vremenske prilike su vrlo promjenjljive (u jednom danu četiri godišnja doba) uz obilje oborina i vrlo male temperaturne oscilacije. 
Temperature ispod 0 °C ili iznad 30 °C su vrlo rijetke, iako se i to dogodi. Prosječno padne oko 1194.4 mm oborina godišnje, većinom kiše (tuča, susnježica i snijeg su vrlo rijetki). 
Ali zato Cork ima česte magle (100 dana magle na godinu) - koje su najčešće tijekom jutra za visokog tlaka ili tijekom zime. No i pored toga, Cork je jedanod najsunčanijih Irskih gradova, s prosjekom od 3,8 sunčanih sati dnevno. Postotak vlage u zraku je kao i u cijeloj Irskoj vrlo visok između 70% i 100%.

## Kultura u gradu
Glazba, kazalište, ples, film i poezija igraju istaknutu ulogu životu grada Corka. Dvije umjetničke akademije: Cork School of Music i Crawford College of Art and Design osiguravaju stalni dotok svježih novih snaga na graskim pozornicama i galerijama. Važne ustanove su: Corcadorca Theatre Company(kazališna družina), Cork Film Festival (umjetnički kratki film), The Institute for Choreography and Dance (Institut za koreografiju i ples), Cork Opera House, Crawford Municipal Art Gallery, Lewis Glucksman Gallery, Triskel Arts Centre; Cork Jazz Festival, Cork Akademija dramske umjetnosti (CADA). Tu su još: Glucksman Gallery, Everyman Palace Theatre, Granary Theatre, RTÉ Vanbrugh String Quartet i mnogi drugi.
U Cork se posljednjih desetljeća 20. stoljeća doselilo mnogo imigranata, iz zapadne Europe (Francuska, Španjolska )  te iz zemalja Istočne Europe ( Poljska, Litva ,Latvija, Slovačka, Mađarska) ali i puno imigranata iz afričkih i azijskih zemalja. To je utjecalo i na grad koji danas malo po malo postaje multi-kulturan (barem po restoranima i trgovinama).
- Cork je bio europska prijestolnica kulture 2005. godine.

U Irskoj postoji veliko rivalstvo između Corka i Dublina (koje se i umjetno potencira), nešto slično kao ono između Splita i Zagreba, ili Londona i Manchestera ili Madrida i   Barcelone. Corkoniani kako sami sebi tepaju, vide sebe bitno drugačijim od ostalih Iraca, za sebe kažu da su Buntovnici iz buntovničkog kraja, uopće postoji bezbroj majica, plakata i slične robe na tu temu. (Narodna Republika Cork- The People's Republic of Cork).

### Tisak
U Corku izlaze jedne od najvažnijih irskih dnevnih novina Irish Examiner (bivši Cork Examiner).

### Šport
- Cork City F.C., nogometni klub

## Gradske znamenitosti
Cork ima vrijedne arhitektonske spomenike od srednjovjekovnih do suvremenih zdanja. 
Najznačajniji spomenik iz srednjeg vijeka je Crveni samostan (Red Abbey). Grad ima dvije katedrale, St Mary's Cathedral i St Finbarr's Cathedral. St. Mary's Cathedral (zovu je i Sjeverna katedrala) je rimokatolička bazilika u gradu, sagrađena 1808. godine. St Finbarr's Cathedral je puno slavnija protestantska bazilika, izgrađena na temeljima ranije katedrale. Gradnja nove crkve započela je 1862., a završila je 1879. godine pod vodstvom arhitekta Williama Burgesa.
Glavna gradska ulica St. Patrick's Street, kompletno je obnovljena 2000-ih, danas je to trgovačko-pješačka ulica s lijepim zgradama iz 19. i 20. st. Nekad je to bio kanal rijeke Lee, koji je zatrpan - i tako je nastala ulica. Obližnja avenija Grand Parade je sjedište poslovnih ureda, trgovina i financijskih institucija. Nekadašnje poslovno- financijsko središte bila je četvrt South Mall, tamo se nalazi zgrada bivše burze, danas Allied Irish Bank (banka). 
Cork ima puno objekata podignutih u georgijanskom stilu.
Zaštitni znak i najveća znamenitost grada Corka je zvonik crkve Sv.Ane (Church of St Anne) - Shandon, koji dominira na sjevernoj strani grada.
Gradska vijećnica (City Hall), je kamena palača, nastala na temeljima stare vijećnice, koja je uništena od strane snaga Black and tans tijekom rata za nezavisnost, u događaju koji je u Irskoj poznat kao Burning Cork.  Troškove izgradnje nove palače platila je Vlada Velike Britanije 1930-ih kao gestu pomirenja.
Ostale atrakcije u gradu su: Elizabeth Fort, Cork Opera House, Park Fitzgerald,  zapadno od grada,  University College Cork, kroz koji teče rijeka Lee te English Market (englesku tržnicu), čije porijeklo ima tragove još u 1610., današnja zgrada je iz 1786. godine.
Sve do travnja 2009., u Corku je radila poznata pivovara Beamish and Crawford, dio njezinih marki nastavio se proizvoditi u pivovari Murphy's Irish Stout, koja je u sastavu Heineken grupacije i prvenstveno proizvodi Heineken pivo za Irsko 
tržište.

## Gospodarstvo

### Industrija i trgovina
Grad Cork je u srce industrije juga Irske. Glavne gospodarske grane su; farmaceutska industrija, pogoni američke tvrtke Pfizer Inc i švicarske tvrtke Novartis. Najpoznatiji proizvod koji dolazi iz današnjeg Corka je Viagra. U Corku se nalazi europsko sjedište kompanije Apple Inc gdje se sklapaju računala i ostali proizvodi tvrtke namijenjeni europskom tržištu, u Corku je i europski call centar i servis. Apple Cork trenutno zapošljava preko 1800 djelatnika. EMC Corporation je još jedan veliki poslodavac iz IT sektora koji upošljava preko 1600 ljudi u svojim pogonima od 52.000 1 m2.
U Corku se nalaze pogoni Pivovare Heineken koja je također puni i Murphy's Irish Stout, a donedavno je radila i pivovara Beamish and Crawford (zatvorena, nedavno je preuzeo Heineken). Ne tako davno u Corku su bili i pogoni Ford Motor Company, za proizvednju automobila (u Docklandsu) danas su zatvoreni. Djed Henryja Forda bio je porijeklom iz West Corka, i to je bio jedan od glavnih razloga za otvaranje proizvodnih pogona u Corku.
U Corku se nalaze pogoni i skladišta najvećeg distributera plina u Irskoj - Bord Gáis Éireann

## Zbratimljeni gradovi
- Coventry, Engleska
- Rennes, Francuska
- San Francisco, Sjedinjene Američke Države
- Kalinjingrad, Rusija
- Köln, Njemačka
- Swansea, Wales
- Šangaj, Kina

## Promet
Zračna luka Cork je jedna od glavnih luka Irske, preko koje ide promet juga Irske. Nalazi se na jugu grada Corka u području zvanom Ballygarvan. 7 zrakoplovnih kompanija leti na preko 40 destinacija, u više od 60 letova dnevno.
Pomorska luka grada Corka je izuzetno duboka i omogućuje prihvat brodova svih veličina. Željeznička stanica Kent u središtu grada pruža dobre željezničke veze za domaću trgovinu. Nedavno je Amazon.com, veliki svjetski internet trgovac, otvorio u zračnoj luci Corka, svoj Business Park, preko kojeg namjerava distribuirati robu po Europi.

## Obrazovanje
Cork je važno obrazovno središte u Irskoj University College Cork (UCC), je dio Irskog državnog sveučilišta (National University of Ireland), s velikim brojem studija iz umjetnosti, ekonomije, inženjerstva, prava, medicine i znanosti. Ovo sveučilište bilo je proglašeno Sveučilištom godine u Irskoj 2003-2004 te 2005-2006 od strane lista The Sunday Times.
U gradu djeluje i tehničko sveučilište Cork Institute of Technology (CIT) također proglašeno Sveučilištem godine u Irskoj za godinu 2006-2007. CIT nudi niz studija: matematika, računarstvo, IT poslovanje, humanističke znanosti i inženjerstvo 
(mehanika, elektronika, elektrika, kemija). Unutar CIT-a djeluju i dvije akademije; Cork School of Music i Crawford College of Art and Design.
National Maritime College of Ireland se također nalazi u Corku i jedini je koledž u Irskoj u kojem se uči pomorstvo.
Cork College of Commerce je najveće veleučilište i najveća strukovna srednja škola u Irskoj. 
U gradu djeluje i podružnica privatnog dublinskog Griffith Collega. Zbog velikog broja škola i sveučilišta u Corku studira i veliki broj stranih studenata, najviše ih dolazi iz zbratimljenog kineskog grada Šangaja.

## Galerija
- Spomenik Theobaldu Mathewu
- Arhitektura Corka
- Crkva svete Ane
- Katedrala
- Ulična umjetnost
- Gradske pojedinosti
- Gradske pojedinosti
- Gradske pojedinosti
- Arhitektura Corka
- Katedrala svetog Finbarra
- Gradski park
- Fitzgerald Park
- Unutrašnjost jedne od katoličkih crkvi
- Centar grada u predvečerje

## Vanjske poveznice
- Cork na wikitravelu
- Službene stranice grada Corka
- Narod Republike Cork
- Arhitektura Corka  Arhivirana inačica izvorne stranice od 13. svibnja 2008. (Wayback Machine)
- Luka Cork